# Andrézieux-Bouthéon
Andrézieux-Bouthéon – miejscowość i gmina we Francji, w regionie Owernia-Rodan-Alpy, w departamencie Loara.
Według danych na rok 1990 gminę zamieszkiwało 9 407 osób, a gęstość zaludnienia wynosiła 578 osób/km² (wśród 2880 gmin regionu Rodan-Alpy Andrézieux-Bouthéon plasuje się na 77. miejscu pod względem liczby ludności, natomiast pod względem powierzchni na miejscu 694.).

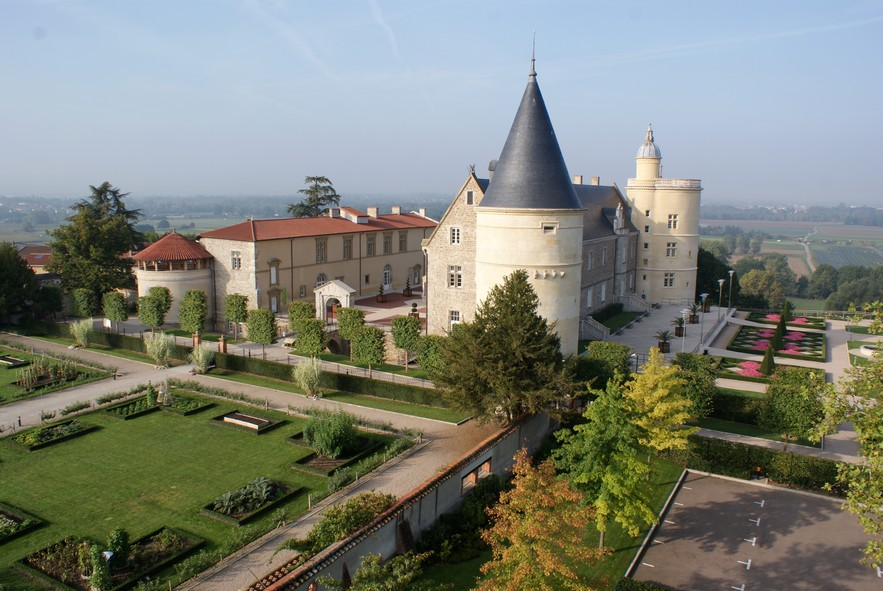
Zamek w Bouthéon, 2009

## Współpraca
- Maia, Portugalia
- Soham, Anglia